# Heribert Krammer
Heribert Krammer ist ein österreichischer Sportfunktionär und Unternehmer.

## Leben
Krammer übernahm 2012 das Präsidentenamt bei den Kapfenberg Bulls. Darüber hinaus wurde das Einkaufszentrum ece Kapfenberg, das er im November 1992 eröffnete und als geschäftsführender Gesellschafter leitet, Namensgeber und Hauptsponsor der Mannschaft. Unter dem Dach „ece Bulls“ unterstützte Krammer auch den Handballverein HC Bruck, den Volleyballverein UVC Bruck sowie die Kapfenberger Eishockeymannschaft finanziell. In seiner Amtszeit wurden die Kapfenberger Basketball-Herren in der Saison 2013/14 Supercupsieger, in der Saison 2016/17 österreichischer Meister sowie Pokalsieger und 2017/18 österreichischer Meister, Pokalsieger sowie Supercupgewinner, die Brucker Handballer stiegen 2012 in die Bundesliga auf.
Zu Jahresbeginn 2014 übernahm Krammer die Anteile der Immofinanz AG an der Betreibergesellschaft des Einkaufszentrums ece und wurde damit Alleineigner.
Im März 2014 stiegen Krammers ece Bulls aus der Eishockey-Förderung aus, im Juni 2016 gab er das Ende seines Engagements als Hauptsponsor der Brucker Handballer bekannt, da es nicht gelungen sei, „in Bruck einen handballaffinen Kern an Sponsoren und Wirtschaftstreibenden zu etablieren“. Im September 2018 stellte er auch seine finanzielle Unterstützung der Kapfenberger Tischtennis-Bundesligamannschaft KSV ein. Ende Juli 2018 gab Krammer sein Amt als Präsident der ece Bulls ab und kündigte an, sich mit dem Abschluss des Spieljahres 2018/19 als Hauptsponsor der Basketball-Mannschaft zurückzuziehen. Krammer beklagte fehlende Unterstützung der Stadt, bereits 2014 hatte er den Bau einer neuen Ballsporthalle gefordert.
Im Februar 2018 wurde Krammer mit der Goldenen Ehrennadel der Stadt Kapfenberg ausgezeichnet.